# NGC 4901
NGC 4901 is een spiraalvormig sterrenstelsel in het sterrenbeeld Jachthonden. Het hemelobject werd op 7 maart 1831 ontdekt door de Britse astronoom John Herschel.

## Synoniemen
- UGC 8112
- MCG 8-24-19
- ZWG 245.9
- NPM1G +47.0239
- PGC 44684